# Casa al carrer Santa Úrsula, 2 (Valls)
La Casa al carrer Santa Úrsula, 2 és una obra de Valls (Alt Camp) protegida com a Bé Cultural d'Interès Local.

## Descripció
Edifici situat a la cantonada dels carrers Santa Úrsula i Santa Marina. La composició de les dues façanes correspon a la tipologia pròpia dels habitatges del segle xix. Es tracta d'un edifici de cinc altures, planta baixa, entresòl i tres pisos, tot i que part d'aquests es troben enderrocats. L'edifici presenta un estat de ruïna, però es poden diferenciar alguns elements estilístics rellevants: les línies d'imposta motllurades que separen cada planta i reflecteixen els forjats exteriorment o els balcons amb volada de pedra suportada per dues mènsules i barana de ferro forjat.